# Sīāh Bīd-e Pā'īn
Sīāh Bīd-e Pā'īn (persiska: سیاه بید پائین, Sīāh Bīd-e Soflá, Sīāh Bīd-e Pā’īn) är en ort i Iran.   Den ligger i provinsen Kermanshah, i den västra delen av landet, 400 km väster om huvudstaden Teheran. Sīāh Bīd-e Pā'īn ligger 1 311 meter över havet och antalet invånare är 911.
Terrängen runt Sīāh Bīd-e Pā'īn är varierad. Runt Sīāh Bīd-e Pā'īn är det ganska tätbefolkat, med 185 invånare per kvadratkilometer. Närmaste större samhälle är Kermānshāh, 10,6 km väster om Sīāh Bīd-e Pā'īn. Trakten runt Sīāh Bīd-e Pā'īn består till största delen av jordbruksmark.